# زیردریایی یو-۷۷۱
زیردریایی یو-۷۷۱ (به انگلیسی: German submarine U-771) یک زیردریایی بود که طول آن ۶۷٫۱ متر (۲۲۰ فوت ۲ اینچ) بود. این زیردریایی در سال ۱۹۴۳ ساخته شد.